# Sebastian Forke
Sebastien Forke, nacido el 13 de marzo de 1987 en Seifersdorf, es un ciclista alemán, miembro del equipo Christina Watches-Kuma.

## Palmarés
2007
- 1 etapa del Tour de Brandenburg

2010
- Dookola Mazowsza, más 4 etapas

2013
- 1 etapa de la Carrera de la Solidaridad y de los Campeones Olímpicos
- Ronde van Midden-Nederland